# Stephen King
Stephen Edwin King (Richard Bachman néven is publikál) (Portland, Maine, 1947. szeptember 21. –) amerikai író, a jelenkor egyik legolvasottabb szerzője. Negyvennél is több nyelvre lefordított művei több mint 400 millió példányban keltek el világszerte, a legtöbb művét több-kevesebb sikerrel meg is filmesítették.

## Élete

### Gyermekkora
1947. szeptember 21-én született a maine-i Portland városában, Donald Edwin King és Nellie Ruth Pillsbury gyermekeként. Miután az akkor kétéves Stephen édesapja elhagyta a családot, Nellie-nek saját erejéből kellett eltartania magát és két gyermekét. Alkalmi munkákból igyekezett ezt megoldani, de minden igyekezete ellenére is sokat nélkülöztek, és gyakran kellett költözniük ekkoriban.
King már hétéves korától kezdve írt történeteket. Nagy hatással voltak rá a gyermekkorában látott sci-fi- és fantasy-filmek, innen származik rajongása a horror műfaja iránt. 13 éves volt, amikor rábukkant egy dobozra, tele édesapja befejezetlen kézirataival, melyek leginkább horror- és fantasy-történetek voltak. Önéletrajzi művében azt írja, hogy ez az esemény fiatalkorának meghatározó élménye volt. Első történetei 19 éves korában jelentek meg, a Comics Review magazinban.
A középiskola után felvételt nyert a Maine-i Egyetemre, Oronóban, angol nyelv és irodalom szakra, ahová 1966 és 1970 között járt.

### Az első sikerek előtt
Első novellája, a The Glass Floor 1967-ben jelent meg. Három évvel később kezdett el dolgozni életművének központi regényfolyamán, A Setét Torony-sorozaton, melynek első kötete 1982-ben jelent meg.
1971. január 2-án házasodott össze Tabitha Spruce-szal, akivel egyetemi évei alatt ismerkedett meg, és aki szintén író. Három gyermekük született: Naomi Rachel (1970–), Joseph Hillstrom (1972–) és Owen Philip (1977–). Érdekesség, hogy a két fiú is író lett (Joseph Hillstrom a Joe Hill írói álnevet használja).
Tanulmányai befejezése utána Hampden városában dolgozott angoltanárként, fizetése azonban nem volt elég a család eltartására, így aztán egy mosodában vállalt mellékállást. Ugyan kevés ideje maradt az írásra, de időről időre mégis sikerült egy-egy novellát megjelentetnie, ekkor azonban még nagyon messze járt attól, hogy pusztán az írásból meg tudjon élni. Első sikerei előtt is írt már regényeket, ezeket később átdolgozva, Richard Bachman álnéven jelentette meg.

### Hetvenes évek
Két sanyarú, többek között lakókocsiban töltött évvel később, 1973-ban King arról értesült, hogy a Doubleday kiadó elfogadta Carrie című regényének kéziratát, majd nem sokkal később a New American Library 400 000 dolláros rekordösszegért vásárolta meg a szerzői jogokat. Az 1974-ben megjelent mű azalatt született, hogy King angoltanárként dolgozott Hampdenben. Érdekessége, hogy a regény első kéziratát King kidobta a szemétbe, mert egyáltalán nem volt megelégedve vele. Tabitha vette észre, halászta ki a kukából és ösztönözte férjét arra, hogy folytassa a művet.
Ez idő alatt a tanítás mellett különböző férfimagazinokba írt történteket: Az ötödik negyed című műve 1973-ban a Cavalier című lapban jelent meg. Ez az egyetlen olyan műve, amelyet John Swithen álnéven adott ki. A novella később megjelent a Rémálmok és lidércek című novelláskötetben.
A Carrie kirobbanó népszerűsége egy csapásra ismertté tette Stephen King nevét. A regényből 1976-ban Brian De Palma készített filmet. A hirtelen rászakadt siker hatására King úgy döntött, hogy felhagy a tanári pályával, és minden idejét az írásnak szenteli. Családjával a coloradói Boulderbe költözött, ahol megírta következő regényét, A ragyogást (1977), amely azonnal bestseller lett. Egy 1977-es rövid angliai tartózkodást követően King és családja végérvényesen Maine államban telepedett le, ahol azóta is él.
1979-ben a Borzalmak városa (1975) című regényéből készült az első, a televízióra szánt King-adaptáció, majd 1980-ban megkapta első kitüntetését, a World Fantasy díjat.
Az 1979-es évhez kapcsolódó érdekes esemény, amelyről George Beahm számol be a Kingről szóló könyvében, hogy egy bizonyos Mark David Chapman ebben az évben autogramot kért Kingtől és fényképezkedett vele. Az író állítólag később azonnal felismerte az őrült rajongót a televízióban: Chapman gyilkolta meg ugyanis John Lennont 1980 decemberében.

### Nyolcvanas évek
King a Carrie megjelenését követő években az alkohol, majd a drogok rabjává vált. A probléma mintegy tíz évig kísérte, mígnem röviddel A rémkoppantók (1987) című regény megjelenése után, amelynek megírására saját bevallása szerint is csak foszlányokban emlékszik, felesége, barátai és egy terápia segítségével végleg sikerült megszabadulnia betegségétől.
A hetvenes évek végétől kezdve hét regényt jelentetett meg Richard Bachman álnéven. Ezek közül a Rage magyarul a mai napig kiadatlan. King eredetileg azért használt álnevet, mert a Carrie, a Borzalmak városa és A ragyogás sikerei után nem akarta újra Stephen King-regényekkel elárasztani a piacot, valamint kíváncsi volt arra, hogy az olvasók valóban a művek minősége miatt, vagy csupán a szerző neve körüli felhajtás következtében vásárolják meg a könyveit. Az ekkor megjelent „Bachman-regények” egyébként még a Carrie előtt születtek. A könyvek viszonylag sikeresek voltak a piacon, de amikor fény derült írójuk valós kilétére, eladási számaik az egekbe szöktek.
Erre egyébként igen későn, a Thinner (1985) című regénye kapcsán került sor, amely magyarul Sorvadj el! címmel jelent meg. Egy amerikai könyvkereskedő, Stephen Brown figyelt fel a hasonlóságra a regény és Stephen King többi műve között, majd idővel kiderítette, hogy Bachman és King voltaképpen ugyanaz a személy. A Bangor Daily News hozta nyilvánosságra a felfedezést, melynek hatására jellemző, hogy a Sorvadj el! című regény eladási számai az addigi 28 000-ről rövid idő alatt 280 000-re ugrottak.
King 1985-ben adott tudomást Bachman „haláláról”, majd még egy regényt jelentetett meg ezen a néven, A rendcsinálókat (1996). Bár úgy tűnt, végleg szakított írói álnevével, 2007-ben ismét egy Bachman-művel jelentkezett Blaze címen. Ezt a regényt is még a Carrie előtt írta, de nem adta ki, és később átdolgozva jelentette meg.
1984-ben került sor első együttműködésére Peter Straub amerikai íróval: közös munkájuk szüleménye A Talizmán című fantasy-regény. A mű folytatása 2001-ben jelent meg A Fekete Ház címen.
Rendezőként és forgatókönyvíróként 1986-ban mutatkozott be az Éjszakai műszak (1978) című regényének filmváltozatával a Maximális túlhajtás című mozifilmmel, ám a mű csúfosan megbukott.

### Kilencvenes évek
A kilencvenes évek elején írókollégákkal megalapította a Rock Bottom Remainders elnevezésű együttest, amelynek tagja többek között Ridley Pearson, Matt Groening, Amy Tan és Mitch Albom. Fennállása óta – bár hobbizenekarról van szó – az 1992-es bemutatkozást követően az együttes több száz koncertet adott, zömében jótékonysági esteken. Repertoárjukban leginkább feldolgozások szerepelnek. King maga ritmusgitározik és olykor énekel is, de nem minden fellépésen van jelen.
1996-ban A fekete öltönyös férfi című novellájáért megkapta az O. Henry-díjat.
Ugyanebben az évben – nem titkoltan a Charles Dickens által megteremtett hagyományokat követve – egymást követő hat hónap során hat kötetben jelentette meg A halálsoron című folytatásos regényét, amelynek mind a hat része egyszerre volt fent a bestseller-listákon az Egyesült Államokban. A kritikusok a kiadás módja miatt pénzhajhászással vádolták meg.
1999. június 19-én súlyos balesetet szenvedett, amikor egy Bryan Smith nevű férfi furgonjával elgázolta, miközben King szabályosan sétált háza környékén. Egy helyi lap tévedésből még halottnak is nyilvánította. Tíz nap alatt ötször kellett megműteni többek között láb- és csípőtörés, valamint légmell miatt. Az erős fájdalmakkal járó lábadozási időszakban sem hagyott azonban fel az írással; felesége ápolta és gondoskodott róla. Ebben az időben született meg Álomcsapda (2001) című regénye.
Hónapokkal később az író ügyvédje megvásárolta a gázoló autót, amelyet King saját kezűleg szét akart zúzni, ám erre végül nem került sor. A kocsi roncstelepen végezte. A baleset körül egyébként több különös körülmény is felmerült. A felfüggesztett szabadságvesztésre ítélt sofőr középső neve ugyanis Kinghez hasonlóan Edwin volt. Smith 2000 szeptemberében rejtélyes körülmények között pontosan King születésnapján halt meg 43 évesen. Halálát az orvosi jelentés szerint a Fentanil-túladagolása okozta. Ráadásul a baleset előtt King éppen egy furcsa autóról szóló regényen dolgozott, és kísértetiesen hasonló balesetet álmodott meg. A könyv a baleset után Rémautó (2002) címen látott napvilágot.
A baleset után két évvel – annak egyenes következményeként – súlyos tüdőgyulladást kapott, és ismét kórházba került. Ez idő alatt a felesége átalakította számára a dolgozószobáját. Amikor King hazatért, könyvei és személyes tárgyai még el voltak pakolva. Olyan érzése volt, hogy így nézne ki a dolgozószobája akkor, ha meghalt volna. Ebből az alapötletből született meg később a Lisey története (2006) című regénye.
2000-ben jelent meg első elektronikus kisregénye, A Golyó, amely később egy novellagyűjteménybe is bekerült (Minden haláli, 2002).

### Kétezres évek
Egy évvel később, 2001-ben látott napvilágot A Fekete Ház, az 1984-es A Talizmán folytatása, amelyet ismét közösen írt Peter Straubbal. A harmadik rész mindkettejük részéről tervbe van véve és elmondásuk szerint csak idő kérdése.
2002-ben Bram Stoker-életműdíjjal jutalmazták, majd egy évvel később az amerikai irodalomhoz való kimagasló hozzájárulásáért megkapta a Nemzeti Könyvdíjat. 2004-ben pedig életművéért World Fantasy díjjal tüntették ki.
Miután a korábbi évtizedekben szinte évente jelentkezett új regénnyel, 2002-ben váratlanul bejelentette, hogy nem jelentet meg több könyvet. Ez a döntése arra volt visszavezethető, hogy ekkoriban a balesete és a kórházi kezelések következtében nagy fájdalmakkal küzdött, nem nagyon tudott egy helyben ülni és összességében csökkent a teherbírása. Nem sokkal később azonban úgy módosította nyilatkozatát, hogy visszavesz a tempóból, és nem jelenteti meg minden elkészült művét. Ennek ellenére továbbra is rendszeresen ír, és úgy tűnik, kifogyhatatlan az újabb és újabb ötletekből.
2003 és 2010 között nagyjából háromheti rendszerességgel saját rovattal jelentkezett az Entertainment Weekly című amerikai folyóiratban. A rovat, amelyben általában irodalomról, filmekről vagy zenéről írt, a The Pop of King címet viselte.
A 2000-es években megjelent Rémautó (2002) és A coloradói kölyök (2005) című művei szokatlanul lassúak, melankolikusak. Ezekben elgondolkodtató módon ábrázolja az életünkben rejlő rejtélyeket és megoldatlan kérdéseket.
Ezek és legújabb regényei – például a Lisey története (2006) és a Duma Key (2008) – egyre több kritikust késztetnek arra, hogy „kiszabadítsa” Kinget a ponyvaíró és horror-szerző skatulyából és elismerje irodalmiságát. Ő maga ezzel kapcsolatban úgy nyilatkozott 2008-ban, hogy lassan felnőtt a kritikusok egy olyan generációja, amely az ő művein (is) nevelkedett, éppen ezért pozitívabban viszonyul munkáihoz, míg régi kritikusainak nagy része már visszavonult vagy meghalt.
Az elmúlt években két olyan régebbi művét is elővette, amely évtizedeken keresztül íróasztala fiókjában pihent és még nem jelent meg. Így 2007-ben napvilágot látott Blaze című regénye, amelyet Richard Bachman álnéven adott ki. A könyvet, amely 1973-ban íródott, teljesen átdolgozta, mielőtt megjelent volna.
2009-ben, kilenc évvel első elektronikus novelláját követően ismét hasonló formátumú művel jelentkezett. Az Ur című kisregényt kifejezetten az új Amazon Kindle e-könyv-olvasó megjelenése alkalmából írta. Magyarul a Rémálmok bazára novelláskötetben kapott csak helyet.
Következő regénye, A Búra alatt Amerikában 2009 novemberében jelent meg. A szerző a könyv alapjait a nyolcvanas években alkotta meg, de a mű akkoriban kétszeri nekifutásra is befejezetlen maradt. A Végítélet és az Az után – leszámítva A Setét Torony-sorozatot – ez az író harmadik leghosszabb műve (az amerikai kemény fedelű első kiadás 1074 oldalt számlál).
Ugyanebben az évben bejelentette, hogy szeretne egy további kötetet írni A Setét Torony-sorozatban The Wind Through the Keyhole (Átfúj a szél a kulcslyukon) címen, amely tervei szerint a negyedik és ötödik könyv között játszódna és jobban megvilágítana néhány dolgot.
Év végén honlapján szavazásra bocsátotta, hogy a rajongók ezt a kötetet, vagy egy másik, a Doctor Sleep (Álom doktor) munkacímen futó projektet látnának szívesen a tollából, bár megígérni nem tudta, hogy az eredményt kötelező érvényűnek veszi majd. Ez utóbbi könyv egyébként A ragyogás folytatása lenne. A szavazás a lehető legszorosabb eredményt hozta: 5861-en szavaztak az Álom doktorra és 5812-en A Setét Torony-kötetre.
King 2010-et egy új, eredetiben 112 oldalas kisregény megjelentetésével kezdte, amely egy kis kiadónál, a Cemetery Dance Publicationsnél jelent meg. A Blokád Billy című mű témáját tekintve visszakanyarodik a baseballhoz: ezzel a területtel foglalkozott korábban a Tom Gordon, segíts! című kisregény és a Faithful: Two Die-Hard Boston Red Sox Fans Chronicle the Historic 2004 Season című, magyarul még kiadatlan kötet is (utóbbi nem szépirodalmi formában). A kisregény magyarul a Rémálmok bazára novelláskötetben kapott csak helyet.
Ugyanezen év novemberében új, harmadik kisregény-gyűjteménye is megjelent húsz évvel az előző ilyen jellegű publikációja után. Ahogyan az előző kettő, A remény rabjai és a Titkos ablak, titkos kert, úgy a Minden sötét, csillag sehol című mű is négy kisregényt tartalmaz.

### 2010-es évek
2011 márciusában két új kötetet is bejelentett: november 8-án jelent meg angolul legújabb regénye, a 11/22/63 című. A dátum John F. Kennedy amerikai elnök meggyilkolásának napjára utal. A történet főhőse pedig Jake Epping, aki időutazóként visszamegy az 1950-es évekbe, hogy megakadályozza a politikus meggyilkolását.
A következő évben pedig napvilágot látott a 2010-ben bejelentett Átfúj a szél a kulcslyukon című regény, A Setét Torony-sorozat nyolcadik kötete, amely a negyedik és az ötödik rész közötti történéseket meséli el.
2011 júliusában új elektronikus könyvet jelentett be hivatalos internetes oldalán Mile 81 címmel. A 80 oldalas történet 2011 szeptemberében látott napvilágot, még a korábban bejelentett másik két regény előtt. Ugyanebben a hónapban az is nyilvánosságra került, hogy dolgozik a korábban internetes szavazásra bocsátott másik regényén is: az Álom doktor című könyvön, A ragyogás folytatásán. A kötet végül 2013 novemberében jelent meg.
2012 áprilisában a The Sunday Times című lapban interjút adott Neil Gaiman írótársának, amelyben említést tett legújabb készülő regényéről. Ennek alapján a Joyland című mű egy vidámparkban garázdálkodó sorozatgyilkos története, amely 2013 júniusában kerül majd a boltokba.
2012 júliusában ismét új elektronikus könyvet jelentett be. Az A Face in the Crowd című mű társszerzője az a Stewart O'Nan, akivel már 2004-ben együtt dolgozott, ám akkor nem fiktív regényen. Az új e-könyv, amelynek hátterét egy baseball-közvetítés adja, 2012 augusztusában jelent meg.
2013 januárjában ismertté vált, hogy egy Mr. Mercedes című detektívregényen dolgozik, amelynek középpontjában egy férfi áll, aki kocsijával egyszer belehajtott egy embertömegbe, majd zaklatni kezdte az ügyet vizsgáló nyomozót annak nyugdíjba vonulása után. A mű novellaként indult, ám időközben túlnőtt annak keretein. Végül 2014 júniusában jelent meg.
Ugyanebben a hónapban az Amazon Kindle olvasón keresztül váratlanul megjelentetett egy 25 oldalas non-fiction esszét Guns címmel, amely a fegyvertartással kapcsolatos jogi helyzettel foglalkozik a korábbi hetekben bekövetkezett iskolai erőszakos cselekmények és az ismét fellángolt viták apropóján.
2013 novemberében Európába látogatott, pályafutása során először járt Franciaországban és Németországban, ahol sajtótájékoztatókat tartott, interjúkat adott és dedikált új könyve, az Álom doktor megjelenése kapcsán. Ugyanebben a hónapban 2014-re vonatkozóan megerősítették, hogy a Mr. Mercedes mellett napvilágot lát majd az Újjászületés című regénye is. A mű végül 2014 novemberében jelent meg.
2014 márciusában megjelentette A kis görény című 68 oldalas novellát – elektronikus formátumban és kizárólag német (Böser Kleiner Junge) és francia (Sale Gosse) nyelven, hogy megköszönje e két országban a néhány hónappal korábbi lelkes fogadtatást körútja alkalmával. A mű magyarul csak a Rémálmok bazára novelláskötetben látott napvilágot.
2014 júniusában egy Twitter-bejegyzésben King kiszivárogtatta, hogy a Mr. Mercedes című regénye egy tervezett trilógia első kötete, amelynek második része, az Aki kapja, marja című végül 2015-ben jelent meg. A trilógia befejező kötete 2016 júniusában jelent meg Agykontroll címen.
2015 szeptemberében újabb rangos díjjal tüntették ki: Barack Obama elnöktől eddigi életművéért átvehette az 1984-ben alapított National Medal of Arts állami kitüntetést, a legmagasabb amerikai elismerést a kultúra területén. Ugyanezen év novemberében megjelent a következő novellagyűjteménye, a húsz történetet összegyűjtő Rémálmok bazára.
2017-ben két együttműködéssel hívta fel magára a figyelmet: előbb Richard Chizmarral közösen egy 175 oldalas kisregényt publikált Gwendy és a varázsdoboz címen, majd ez év szeptemberében megjelent Csipkerózsikák című regénye, amelyet legkisebb gyermekével, Owen Kinggel közösen írt. Októberben bejelentették következő regényét, amelynek címe A kívülálló és 2018 júniusában jelent meg.
2018 februárjában még egy, rövidebb regényt jelentett be amerikai kiadója erre az évre. Az eredetiben 144 oldalas Emelkedés 2018 októberében látott napvilágot Amerikában.
2019. januárban ez év szeptemberi megjelenéssel a hivatalos oldalán beharangozták következő regényét, amely Az Intézet címet viseli. Az elnevezés egy olyan intézményre utal, ahol különleges képességekkel rendelkező gyerekeket tartanak fogva, és megpróbálják saját céljaikra hasznosítani a bennük rejlő rendkívüli erőket.
2019. májusban egy interjúban beszélt egy 2020-as megjelenésről is. A négy kisregényt tartalmazó kötet a Minél véresebb címet viseli, az egyik történet főszereplője pedig a Mr. Mercedes-trilógiából ismert Holly Gibney. A kötet 2020 áprilisában jelent meg.
A megjelenés kapcsán ugyanebben a hónapban élő videóbeszélgetést folytatott John Grisham íróval, amelynek során beszélt egy már befejezett, közepes hosszúságú új regényről, elmondása szerint egy természetfölötti elemeket tartalmazó izgalmas történetről. Beszámolt arról is, hogy éppen egy bérgyilkosról szóló művön dolgozik, amelyre The Assassin munkacímen hivatkozott.
2020 novemberében biztossá vált, hogy befejező részt kap a 2017-ben elkezdett Gwendy-trilógia, amelynek második részét (Gwendy és a bűvös toll) Richard Chizmar egyedül jegyezte. A közös harmadik kötet 2022 februárjában jelent meg Gwendy utolsó feladata címen.

### 2020-as évek
A Grishammal folytatott beszélgetésben említett közepes hosszúságú regény a 2020 augusztusában bejelentett Később című krimi volt, amely végül 2021. március 2-án látott napvilágot abban a Hard Case Crime sorozatban, amelyben 2005-ben A coloradói kölyök és 2013-ban a Joyland is megjelent. A bérgyilkosról szóló beharangozott regény pedig ugyanezen év augusztus 3-án jelent meg, végleges címe Billy Summers lett.
2022 januárjában kiadója, a Simon & Schuster oldalán jelent meg a hír egy új regény, a Tündérmese őszi megjelenéséről. A történet főhőse egy tizenhét éves fiú, Charlie Reade, aki megismerkedik egy Howard Bowditch nevű öregemberrel. A férfi a fiúra hagyja vagyonát és házát, amelynek pajtája egy párhuzamos világba vezető átjárót rejt.
2022. március elején egy interjúban elárulta, hogy befejezett egy újabb, Holly Gibney-ről szóló regényt, aki a 2010-es években több művében is feltűnt mellék-, illetve főszereplőként. A regény címe Holly lett, és 2023. szeptemberében jelent meg.
2022. áprilisban egy új, májusi e-book megjelenését jelentették be. Az Írországban játszódó novella címe Finn, és egy gyermekkora óta balszerencsés fiatalemberről szól, akit összetévesztenek valaki mással.
2023 augusztusában King két készülő könyvről beszélt egy podcastban. Az egyik egy novelláskötet Csak sötéten szereted címmel, amely 2024 májusában jelent meg. A másik pedig egy további regény Holly Gibney szereplésével We Think Not, majd Always Holly munkacímmel, amelynek végleges címe Never Flinch lesz, tervezett megjelenése pedig 2025. május.
2025 januárjában a közösségi médiában írt arról, hogy dolgozik A Talizmán (1984) és A Fekete Ház (2001) folytatásán, amelynek alapötletét még Peter Straub szolgáltatta 2022-es halála előtt.  Februárban pedig nyilvánosságra hozták, hogy ez év szeptemberében Maurice Sendak illusztrátor közreműködésével egy 48 oldalas gyermekkönyv formájában megjelenik a Jancsi és Juliska King-féle átdolgozása, újraértelmezése a 6–8 éves korcsoport számára.

## Munkássága

### Stílus
Kingről köztudott, hogy fontosnak tartja az apró részletek kidolgozását, a folytonosságot és a visszatérő elemeket, szereplőket műveiben. Könyvei nagyrészt Maine államban játszódnak, bár olykor fiktív településeken, például Castle Rock városában. Művei rengeteg ponton találkoznak egymással, sok nyílt és rejtett kapcsolódási pont, átfedés van az írásai között, amelyeknek köszönhetően eddigi életműve számtalan spekulációra, találgatásra ad lehetőséget, és mindig újabb és újabb érdekességekkel szolgál.
Köteteiben rengeteg utalás található az amerikai történelemre és kultúrára is. Visszatérő eleme írásainak a vietnámi háború, a rasszizmus, az erőszak és a természetfeletti jelenségek.
Stílusára jellemző az informális elbeszélési stílus, a közvetlen hangvétel olvasóival, akikre előszeretettel hivatkozik "Állandó Olvasó"-ként (Constant Reader). Ez a stílus szöges ellentétben áll sok művének horrorisztikus történéseivel.
Műveiben gyakran író játssza a főszerepet, így például Jack Torrance A ragyogásban, Paul Sheldon a Tortúrában, vagy Mike Noonan a Tóparti kísértetekben. Ez azzal magyarázható, hogy meglátása szerint az íróknak leginkább arról a közegről kell írniuk, amit legjobban ismernek.

### Hatások
Elmondása szerint a leginkább Richard Matheson hatott rá, de jelentős olvasási élményt jelentettek Ray Bradbury, Howard Phillips Lovecraft, Bram Stoker, Edgar Allan Poe, Shirley Jackson és John D. MacDonald művei is. Arra a kérdésre, hogy melyik művet írta volna meg szívesen az irodalomtörténetben, King egyszer azt felelte, hogy William Golding 1954-ben megjelent regényét, A Legyek Urát.
King karrierje első kiadott regénye, a Carrie (1974) óta töretlen, ám az irodalom-kritikusok ezzel a művel egy csapásra beskatulyázták őt a horror műfajába, pedig a későbbiek során elsősorban a hétköznapi amerikai emberek jellemábrázolásával és az amerikai (főleg a Maine-állambeli) kisvárosok pontos megrajzolásával hívta fel magára a figyelmet. Szinte évente jelentkezett új regénnyel, majd 2002-ben bejelentette, hogy kicsit visszavesz a tempóból, és nem jelenteti meg minden elkészült művét.
King eddigi életműve tartalmazza a fantasy elemeit is, mint például A sárkány szeme (1984) vagy A Talizmán (1984, társszerző: Peter Straub) című regénye, de ide sorolhatjuk a A Setét Torony (1982–2012) című nyolcrészes fantasy/sci-fi/western-ciklust is, amelyet általában életművének központi témájaként emlegetnek, és amelyet bevallottan J. R. R. Tolkien és A Gyűrűk Ura című mű inspirált.

### Szerepe és a kritikusok véleménye
King első regényének megjelenése óta nagy hatást gyakorol a kortárs amerikai irodalomra, a horror műfajának koronázatlan királyaként szokták emlegetni. Jelentős hatása van az amerikai filmiparra is, hiszen néhány kivétellel az összes művéből készült tévé- vagy mozifilm, illetve sorozat. Ezek általában gyenge eredményt hoztak és gyakran szinte teljes mértékben eltértek a film alapjául szolgáló műtől, mégis akad egy-két üdítő kivétel, mint például a Halálos árnyék, A remény rabjai, az Állj mellém!, a Tortúra (ami Oscar-díjat is nyert), a Dolores Claiborne, vagy A halálsoron. Ide sorolhatjuk a vitatott, de kétségtelenül világhírűvé vált Stanley Kubrick-filmet, a Ragyogást is.
Műveit a műfaj határain belül általában pozitívan fogadják a kritikusok, de sokan világítanak rá arra, hogy nem tartoznak a szépirodalom kategóriájába, csupán a populáris irodalmat vagy ponyvairodalmat képviselik.
Az 1996-ban elnyert O. Henry-díj és a 2003-ban odaítélt Nemzeti Könyvdíj után különösen felerősödött néhány kritikus hangja. Így például Richard Snyder, a Simon & Schuster kiadó egykori vezetője úgy nyilatkozott, hogy az, amit King ír, nem nevezhető irodalminak. Harold Bloom kritikus pedig, aki többek között negatívan nyilatkozott Joanne Kathleen Rowlingról és Doris Lessingről is, egyenesen az amerikai kultúra hanyatlását vélte felfedezni a döntésben.
Voltak, akik azonban védelmükbe vették, így például Orson Scott Card író vagy Roger Ebert filmkritikus. King maga pedig azzal felelt a 2003-as díj kapcsán felerősödött kritikákra, hogy itt az ideje lerombolni az úgynevezett szépirodalom és populáris irodalom között húzódó falat.

## Művei

### Regények
- 1974: Carrie
  - A boszorkánylány; fordította: Nagy Géza; West in Book, Budapest, 1993
  - Carrie; fordította: Hamvai Kornél; Európa, Budapest, 1995
- 1975: Salem's Lot
  - Borzalmak városa; fordította: Gecsényi Györgyi; Árkádia, Budapest, 1991
- 1977: The Shining
  - A ragyogás; fordította: Prekop Gabriella; Árkádia, Budapest, 1986
- 1978: The Stand
  - Végítélet, 1–2.; fordította: Bihari György; Európa, Budapest, 2001
  - Végítélet; fordította: Bihari György; Európa, Budapest, 2018
- 1979: The Dead Zone
  - A holtsáv; fordította: Fencsik Flóra; Magvető, Budapest, 1986
- 1980: Firestarter
  - Tűzgyújtó; fordította: Boris János, Gáspár András, Jeszenszky Zita; Maecenas, Budapest, 1990
  - A tűzgyújtó; fordította: Boris János, Palkó Katalin; Európa, Budapest, 2010
  - Tűzgyújtó; fordította: Boris János, Palkó Katalin; Európa, Budapest, 2022
- 1981: Cujo
  - Cujo; fordította: Boris János; Maecenas, Budapest, 1989
- 1983
  - Christine
    - Christine; fordította: Falvay Mihály, a verset fordította: Kappanyos András; Árkádia, Budapest, 1989

  - Pet Sematary
    - Állattemető ; fordította: Szántó Judit; Európa, Budapest, 1993
    - Kedvencek temetője ; fordította: Szántó Judit; Európa, Budapest, 2020

  - Cycle of the Werewolf
    - Ezüst pisztolygolyók; fordította: Petró Ágnes; Ararát, Budapest, 1989
- 1984
- The Eyes of the Dragon
  - A sárkány szeme; fordította: Gáspár András; King, Budapest, 1992
  - A szem; fordította: King Bt. [Gáspár András]; javított kiadás; King, Budapest, 1995
  - A mágus; fordította: Gáspár András; King, Budapest, 1997
- 1986: It
  -  Az 1-2., fordította: Hamvai Kornél, Kiss Annamária, Koppendorfer Noémi, Szappanos Gábor, Szántó Judit, Budapest: Európa, 1396. o.. ISBN 963-07-5827-X (1995)
  - Misery
    - Tortúra; fordította: Szántó Judit; Árkádia, Budapest, 1990

  - The Tommyknockers
    - A rémkoppantók; fordította: Szántó Péter; Árkádia, Budapest, 1992
- 1989: The Dark Half
  - Halálos árnyék; fordította: Szántó Péter; Európa, Budapest, 1993
- 1991: Needful Things
  - Hasznos Holmik; fordította: Bartos Tibor; Európa, Budapest, 1993
- 1992: Gerald's Game
- Bilincsben; fordította: Szántó Judit; Európa, Budapest, 1994
- 1993: Dolores Claiborne
  - Dolores; fordította: Greskovits Endre; Magyar Könyvklub, Budapest, 1994
- 1994: Insomnia
  - Nem jön szememre álom; fordította: Bihari György; Európa, Budapest, 1996
- 1995: Rose Madder
  - A két Rose; fordította: Szántó Judit; Európa, Budapest, 1997
- 1996: Desperation
  - Rémület a sivatagban; fordította: Bihari György; Európa, Budapest, 1997
- 1998: Bag of Bones
  - Tóparti kísértetek; fordította: Szántó Judit; Európa, Budapest, 1999
- 1999: The Girl Who Loved Tom Gordon
- Tom Gordon, segíts!; fordította: Müller Bernadett; Európa, Budapest, 2000
- 2001: Dreamcatcher
  - Álomcsapda; fordította: Bihari György; Európa, Budapest, 2002
- 2002: From a Buick 8
  - Rémautó; fordította: Bihari György; Európa, Budapest, 2003
- 2005: The Colorado Kid
  - A coloradói kölyök; fordította: Müller Bernadett; Európa, Budapest, 2008
- 2006
  - Cell
    - A mobil; fordította: Bihari György; Európa, Budapest, 2006

  - Lisey's Story
    - Lisey története; fordította: Totth Benedek; Európa, Budapest, 2008
- 2008: Duma Key
  - Duma Key; fordította: Bihari György; Európa, Budapest, 2008
- 2009: Under the Dome
- A Búra alatt; fordította: Szántó Judit; Európa, Budapest, 2011
- 2011: 11/22/63
  - 11/22/63 1–2.; fordította: Szántó Judit; Európa, Budapest, 2012
- 2013
  - Joyland
    - Joyland; fordította: Soproni András; Európa, Budapest, 2014

  - Doctor Sleep
    - Álom doktor; fordította: Szántó Judit; Európa, Budapest, 2014
- 2014
  - Mr. Mercedes
    - Mr. Mercedes; fordította: Bihari György; Európa, Budapest, 2014

  - Revival
    - Újjászületés; fordította: Dranka Anita; Európa, Budapest, 2015
- 2015: Finders Keepers
  - Aki kapja, marja; fordította: Bihari György; Európa, Budapest, 2015
- 2016: End of Watch
  - Agykontroll; fordította: Dranka Anita; Európa, Budapest, 2016
- 2018: The Outsider
  - A kívülálló; fordította: Dranka Anita; Európa, Budapest, 2019
- 2018: Elevation
  - Emelkedés; fordította: Pék Zoltán; Európa, Budapest, 2020
- 2019: The Institute
  - Az Intézet; fordította: Bihari György; Európa, Budapest, 2020
- 2021
  - Later
    - Később; fordította: Pék Zoltán; Európa, Budapest, 2022

  - Billy Summers
    - Billy Summers; fordította: Neset Adrienn; Európa, Budapest, 2021
- 2022: Fairy Tale
  - Tündérmese; fordította: Neset Adrienn; Európa, Budapest, 2023
- 2023: Holly
  - Holly; fordította: Neset Adrienn; Európa, Budapest, 2024

#### Sorozatok
| - 1982: The Dark Tower: The Gunslinger - A Setét Torony I: A harcos; 1998 - 1987: The Dark Tower: The Drawing of the Three - A Setét Torony II: A hármak elhívatása; 1998 - 1991: The Dark Tower: The Waste Lands - A Setét Torony III: Puszta földek; 1999 - 1997: The Dark Tower: Wizard and Glass - A Setét Torony IV: Varázsló és üveg; 2000 - 2003: The Dark Tower: Wolves of the Calla - A Setét Torony V: Callai farkasok; 2004 - 2004: The Dark Tower: Song of Susannah - A Setét Torony VI: Susannah dala; 2005 - 2004: The Dark Tower: The Dark Tower - A Setét Torony VII: A Setét Torony; 2007 - 2012: The Dark Tower: The Wind Through the Keyhole - A Setét Torony: Átfúj a szél a kulcslyukon; 2013 [4,5. kötet] fordította: Bihari György; Európa, Budapest, 1998–2013 | - 1996: The Green Mile 1.: The Two Dead Girls - A halálsoron 1. A két halott lány; 1997 - 1996: The Green Mile 2.: The Mouse on the Mile - A halálsoron 2. Egér a halálsoron; 1997 - 1996: The Green Mile 3.: Coffey's Hands - A halálsoron 3. Coffey keze; 1997 - 1996: The Green Mile 4.: The Bad Death of Eduard Delacroix - A halálsoron 4. Eduard Delacroix szörnyű halála; 1997 - 1996: The Green Mile 5.: Night Journey - A halálsoron 5. Éjszakai utazás; 1997 - 1996: The Green Mile 6.: Coffey on the Mile - A halálsoron 6. Coffey a halálsoron; 1997 fordította: Bihari György; Európa, Budapest, 1997 |

### Gyűjteményes kiadványok
| - 1982: Different Seasons - A remény rabjai - A remény rabjai (Rita Hayworth and the Shawshank Redemption) fordította: Nagy Attila - A jó tanuló (Apt Pupil) fordította: Bihari György - Állj ki mellettem! (The Body) fordította: Polgárdi Péter - A légzőgyakorlat (The Breathing Method) fordította: Elekes Dóra - 1990 - Four Past Midnight - Titkos ablak, titkos kert – 1 és 2 perccel éjfél után - Pontban éjfélkor (Straight Up Midnight: An Introductory Note) - A Langolierek (The Langoliers) - Titkos ablak, titkos kert (Secret Window, Secret Garden) - Four Past Midnight - A Napkutya – 3 és 4 perccel éjfél után - A könyvtári nyomozó (The Library Policeman) - A Napkutya (The Sun Dog) - 1999: Hearts in Atlantis - Atlantisz gyermekei; fordította: Bihari György; Európa, Budapest, 2000 - 2010: Full Dark, No Stars - Minden sötét, csillag sehol; ford. Szántó Judit; Európa, Bp., 2013 - 2020: If It Bleeds - Minél véresebb; ford. Pék Zoltán; Európa, Bp., 2021 | - 1984: Beachworld - Világnagy strand; vál., szerk. Hajdú Gábor, fordította: Németh Attila; Móra, Budapest, 1991 - 1978: Night Shift - Éjszakai műszak; fordította: Müller Bernadett; Európa, Budapest, 2001 - 1985: Skeleton Crew - Csontkollekció; fordította: Müller Bernadett; Európa, Budapest, 2002 - 1993: Nightmares & Dreamscapes - Rémálmok és lidércek; fordította: Marosán Lajos et al.; Európa, Budapest, - 2002: Everything's Eventual: 14 Dark Tales - Minden haláli; fordította: Müller Bernadett; Európa, Budapest, 2004 - 2008: Just After Sunset - Napnyugta után; fordította: Gy. Horváth László et al.; Európa, Budapest, 2010 - 2015: The Bazaar of Bad Dreams - Rémálmok bazára; fordította: Bartók Imre et al.; Európa, Budapest, 2016 - 2024: You Like It Darker - Csak sötéten szereted; ford. Dranka Anita, Neset Adrienn, Palkó Katalin, Pék Zoltán, Wertheimer Gábor; Európa, Bp., 2024 |

### Álneveken
| - 1977: Rage - 1979: The Long Walk - A hosszú menetelés; fordította: Bihari György; Európa, Budapest, 2015 - 1981: Roadwork - Az átkozott út; fordította: Dudik Annamária Éva; Európa, Budapest, 2016 - 1982: The Running Man - A menekülő ember; fordította: Bihari György; Európa, Budapest, 2004 - 1984: Thinner - Sorvadj el!; fordította: Pardi András; Európa, Budapest, 1996 - 1985: The Bachman Books - Rage - The Long Walk - Road Work - The Running Man - 1996: The Regulators - A rendcsinálók; fordította: Bihari György; Európa, Budapest, 1997 - 2007: Blaze - Blaze; fordította: Bihari György; Európa, Budapest, 2009 | - 2018: Charlie the Choo-Choo - Csu-csu Charlie fordította: Bihari György; Európa, Budapest, 2018 |

### Egyéb művei
- 1981: Danse Macabre
  - Danse Macabre; fordította: Müller Bernadett, Totth Benedek; Európa, Budapest, 2009
- 1982: Creepshow
- 1988: Nightmares in the Sky (Illusztrálta f-stop Fitzgerald)
- 1999: Storm of the Century (forgatókönyv, a hozzátartozó film magyar címe: Az évszázad vihara)
- 2000
  - On Writing: A Memoir of the Craft
    - Az írásról – Értekezés a mesterségről; fordította: Bihari György; Európa; 2005

  - Secret Windows: Essays and Fiction on the Craft of Writing
  - The Plant (befejezetlen, részben e-könyv)
- 2013: Guns (non-fiction esszé, e-könyv)
- 2022: Finn (novella, e-könyv)

### Társszerzőként
- 1984: The Talisman
  - A talizmán ; fordította: Zentai Éva, Koppendorfer Noémi, Európa, Budapest, 1994  (társszerző: Peter Straub)
- 2017: Gwendy's Button Box
  - Gwendy és a varázsdoboz; fordította: Dranka Anita; Európa, Budapest, 2021 (társszerző: Richard Chizmar)
- 2001: Black House
  - A Fekete Ház; fordította: Bihari György; Európa, Budapest, 2003 (társszerző: Peter Straub)
- 2004: Faithful (társszerző: Stewart O'Nan)
- 2012: A Face in the Crowd (kisregény, e-könyv, társszerző: Stewart O'Nan)
- 2022:  Gwendy's Final Task
  - Gwendy utolsó feladata; fordította: Wertheimer Gábor; Európa, Budapest, 2023 (társszerző: Richard Chizmar)
- 2012: In the Tall Grass / Throttle
  - A magas fűben / Teljes gázzal; fordította: Hegyi Pál, Totth Benedek; Európa, Budapest, 2016  (társszerző: Joe Hill)
- 2017: Sleeping Beauties
  - Csipkerózsikák; fordította: Dranka Anita, Európa, Budapest, 2018 (társszerző: Owen King)
- 2018: Flight or Fright
  - Rettegés a felhők felett; fordította: Dési András György, Dranka Anita, Göncz Árpád, Holbok Zoltán, Gy. Horváth László, Müller Bernadett, Nagy Anna, Palkó Katalin, Pék Zoltán, Petri Péter, Polyák Béla, Prekop Gabriella, Tábori Zoltán, Vogl Anikó
    - A turbulencia-szakértő (The Turbulence Expert)

## Filmszerepek
Ahogyan egykoron Alfred Hitchcock, úgy King is számos olyan filmben tűnik fel kisebb mellékszerepben (ún. cameo) amelyek a saját regényei, novellái alapján készültek. Ezeken kívül szerepel további filmekben is, olykor saját magát játszva.
- 1982 Creepshow (A rémmesék könyve) – Jordy Verrill
- 1986 Maximum Overdrive (Maximális túlhajtás) – Férfi a pénzautomatánál
- 1987 Creepshow 2 (Rémmesék) – Kamionsofőr
- 1989 Pet Sematary (Kedvencek temetője) – Pap
- 1991 Golden Years (Az aranykor) – Buszsofőr
- 1992 Sleepwalkers (Alvajárók) – A temető gondnoka
- 1994 The Stand (Végítélet) – Teddy Weizak
- 1995 The Langoliers (Langolierek – Az idő fogságában) – Tom Holby
- 1996 Thinner (Sorvadj el!) – A gyógyszertáros
- 1997 The Shining (Ragyogás) – Gage Creed, a zenekar egyik tagja
- 1999 Storm of the Century (Az évszázad vihara) – Ügyvéd
- 2002 Rose Red (A rózsa vére) – Pizzafutár
- 2004 Kingdom Hospital (A félelem kórháza) – Házmester
- 2005 Fever Pitch (Szívem csücskei) – A bostoni Fenway Parkban a szezonnyitón ő végzi el a kezdődobást
- 2010 Sons of Anarchy (Kemény motorosok) 3. évad 3. epizód – Bachman tisztogató (utalás a Richard Bachman írói álnevére)
- 2012 Stuck in Love (Bízz a szerelemben!) – Önmaga
- 2019 It – Chapter Two (Az – Második fejezet) – Eladó a használtcikk-boltban

Többször beleírták vendégszereplőként A Simpson család című rajzfilmsorozatba is; Matt Groeninghez, a sorozat alkotójához baráti kapcsolat fűzi.

## Fontosabb díjak
- Bram Stoker-díj
  - 1987: Tortúra
  - 1990: Titkos ablak, titkos kert
  - 1995: Ebéd a Gotham Caféban (novella a Minden haláli című kötetből)
  - 1996: A halálsoron
  - 1998: Tóparti kísértetek
  - 2000: Az írásról
  - 2000: A Golyó
  - 2002: életműdíj
  - 2003: A Setét Torony V: Callai farkasok
  - 2006: Lisey története
  - 2009: Duma Key
  - 2009: Napnyugta után
  - 2010: Minden sötét, csillag sehol
  - 2011: Herman Wouk még él (novella a Rémálmok bazára című kötetből)
  - 2013: Álom doktor
- Brit fantasy-díj
  - 1981: a műfajhoz való kimagasló hozzájárulásért járó díj
  - 1982: Cujo
  - 1987: Az
  - 1999: Tóparti kísértetek
  - 2005: A Setét Torony VII: A Setét Torony
- Hugo-díj
  - 1982: Danse Macabre
- Nemzeti Könyvdíj
  - 2003: Az amerikai irodalomhoz való kimagasló hozzájárulásáért járó medál
- O. Henry-díj
  - 1996: A fekete öltönyös férfi (novella a Minden haláli című kötetből)
- World Fantasy díj
  - 1980: Convention-díj (a fantasy műfajért tett erőfeszítések jutalmazására)
  - 1982: A tutaj (novella a Csontkollekció című kötetből)
  - 1995: A fekete öltönyös férfi (novella a Minden haláli című kötetből)
  - 2004: életműdíj
- World Horror Convention
  - 1992: World Horror Grandmaster